# الشيخ (مأرب)

تعديل مصدري - تعديل

الشيخ هي إحدى قرى عزلة ال شبوان بمديرية مأرب التابعة لمحافظة مأرب، بلغ تعداد سكانها 272 نسمة حسب تعداد اليمن لعام 2004.